# Promenade dans les lieux de mon enfance dijonnaise

Promenade dans les lieux de mon enfance dijonnaise est un documentaire autobiographique français de Gérard Courant. Le film fait partie des Carnets filmés que le cinéaste tourne depuis les années 1970.

## Synopsis
Promenade dans les lieux de mon enfance dijonnaise est, en caméra subjective, une errance à travers la ville de Dijon, où le cinéaste vécu de 1960 à 1975, de l'âge de 9 à 24 ans.
Le film démarre à la gare de chemin de fer pour se diriger vers la place Darcy, la cathédrale Saint-Bénigne (où le cinéaste fit sa communion solennelle), les rues du Chapeau Rouge, de la Liberté, du Bourg, Victor Dumay (où il habita), du Petit Potet (dont il fréquenta l'école du même nom), Buffon, l'église Saint-Michel, le palais des Ducs de Bourgogne, l'église Notre-Dame, la rue Musette, la place François Rude, à nouveau la rue de la Liberté et la place Darcy pour finir à la fontaine du square Darcy.

## Fiche technique
- Titre : Promenade dans les lieux de mon enfance dijonnaise.
- Réalisation : Gérard Courant.
- Concept : Gérard Courant.
- Image : Gérard Courant.
- Son : Gérard Courant.
- Musique : Élisa Point.
- Interprétation : les habitants de Dijon (France).
- Effets spéciaux : Les Archives de l'Art cinématonique.
- Production : Les Amis de Cinématon, Les Archives de l'Art cinématonique, La Fondation Gérard Courant.
- Diffusion : Les Amis de Cinématon.
- Tournage : 2 novembre 2008.
- Genre : documentaire autobiographique.
- Pays d'origine :  France.
- Cadre : 1,33 ou 4/3.
- Procédé : couleur.
- Première projection publique : Cycle journal filmé intime, cinéma Eldorado à Dijon (France), 22 octobre 2009.
- Année : 2008.
- Durée : 1 heure 08 minutes.

## Autour du film
Promenade dans les lieux de mon enfance dijonnaise est fait d'un seul plan-séquence.
Gérard Courant a également réalisé d'autres films sur Dijon : notamment Le Tour du lac Kir (2008), Illuminations (2008), Tempête de neige sur Dijon (2009) et Petit matin de Noël neigeux dans Dijon désert (2010).